# السعودية في كأس الخليج العربي 1998
تعرضُ هذه المقالة مُشاركة المنتخب السّعُوديّ في كأس الخليج العربي 1998، التي عُقِدَت في البحرين بين 30 أكتوبر و12 نوفمبر من سنة 1998.
فاز المُنتخب السّعُودي بِـ3 مُباريات، وتعادل مُبارتين. وبذلك فاز بوَصافة البُطُولة.

## المُنافسة

### المجمُوعة
| فريق                     | لعب | فاز | تعادل | خسر | له | عليه | فارق الأهداف | النقاط |
| ------------------------ | --- | --- | ----- | --- | -- | ---- | ------------ | ------ |
| الكويت                   | 5   | 4   | 0     | 1   | 18 | 5    | +13          | 12     |
| السعودية                 | 5   | 3   | 2     | 0   | 5  | 2    | +3           | 11     |
| الإمارات العربية المتحدة | 5   | 2   | 1     | 2   | 5  | 7    | −2           | 7      |
| عمان                     | 5   | 1   | 1     | 3   | 6  | 12   | −6           | 4      |
| البحرين                  | 5   | 0   | 3     | 2   | 3  | 6    | −3           | 3      |
| قطر                      | 5   | 0   | 3     | 2   | 3  | 8    | −5           | 3      |

### المُباريات

#### السعودية ضد الكويت
| السعودية                    | 1-2 | الكويت      |
| --------------------------- | --- | ----------- |
| عبيد الدوسري · عبيد الدوسري |     | حسين الخضري |

#### السعودية ضد البحرين
| السعودية     | 1-1 | البحرين         |
| ------------ | --- | --------------- |
| يوسف الثنيان |     | عبد الرزاق محمد |

#### السعودية ضد عمان
| السعودية     | 0-1 | عمان |
| ------------ | --- | ---- |
| عبيد الدوسري |     |      |

#### السعودية ضد الإمارات العربية المتحدة
| السعودية   | 0-1 | الإمارات العربية المتحدة |
| ---------- | --- | ------------------------ |
| علي الفهيد |     |                          |

#### السعودية ضد قطر
| السعودية | 0-0 | قطر |
| -------- | --- | --- |
|          |     |     |

## مَرَاجِع
1. ↑  "الموقع الدائم لكأس الخليج العربي". مؤرشف من الأصل في 29 ديسمبر 2017. اطلع عليه بتاريخ 4 فبراير 2018.

## وَصَلات خَارِجِيَّة
- المَوقِع الرَّسمي لِلبُطولة بالعربيّة
- RSSSF site